# Epicauta sibirica
Epicauta sibirica is een keversoort uit de familie van oliekevers (Meloidae). De wetenschappelijke naam van de soort is voor het eerst geldig gepubliceerd in 1773 door Pallas.